# Petites Cendres
Petites Cendres (ou Cenicitas, sous-titrée Les Efforts stériles) est une huile sur contreplaqué de Salvador Dalí peinte en 1927 et exposée au  musée national centre d'art Reina Sofía à Madrid. 
La toile est également titrée Los esfuerzos estériles -El Nacimiento de Venus (Les Efforts stériles  – la naissance de Vénus).  Ce fut l'une des rares toiles du peintre catalan réalisées durant son service militaire, et, avec Le miel est plus doux que le sang elle est à mettre en parallèle avec la relation du peintre avec Federico García Lorca. Elle compte également parmi les premières toiles du virage surréaliste de Dalí. 

## Description
Dalí cherchait alors à explorer toutes sensibilités possibles au travers de ses toiles surréalistes. 
Comme l'ensemble des premières toiles surréalistes de Dalí, (Le miel est plus doux que le sang, Chair de poule inaugurale) c'est une œuvre très freudienne, mélangeant pulsions sexuelles et pulsions de mort. On retrouve dans cette toile un symbolisme mou aux limites de l'abstraction : de nombreuses formes molles sanguinolentes flottent dans une atmosphère irréelle, les corps osseux, les viscères, des références constantes à la putréfaction et une référence constante à la décomposition,.
Dalí exposa déjà ans cette toile ses attractions et répulsions pour « le sang, la merde et la putréfaction », comme il le fit plus tard dans Le Jeu lugubre. Ces œuvres sont à la naissance d'une mythologie plastique, produit des obsessions et des rêves du peintre.
On note au travers du travail par surfaces planes l'influence de Joan Miró qui l'avait présenté à Picasso